# 蘇生措置拒否

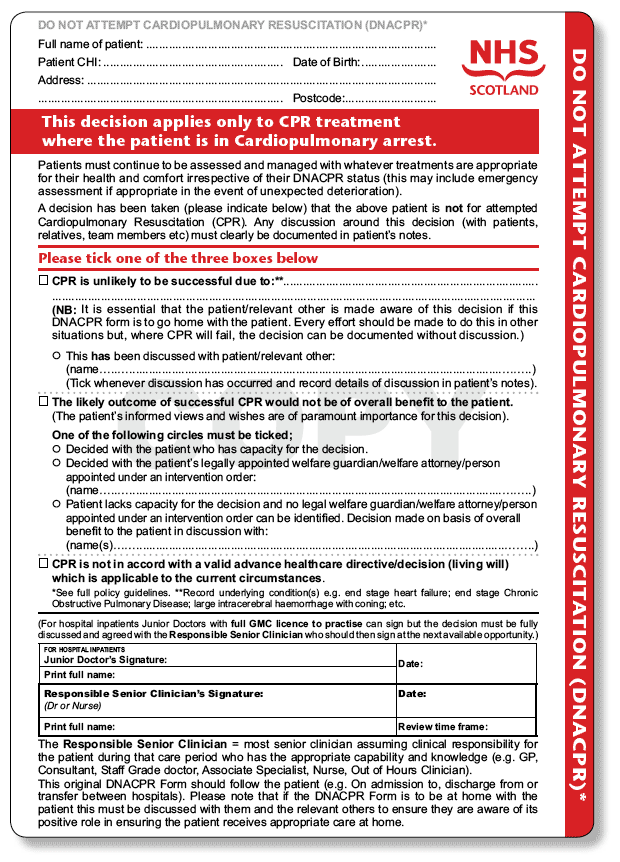
英国スコットランドにおけるDNACPRフォーム

蘇生措置拒否（そせいそちきょひ）とは、尊厳死の概念に相通じるもので、癌の末期、老衰、救命の可能性がない患者などで、本人または家族の希望で心肺蘇生措置（CPR）を行わないこととされる。DNR (Do Not Resuscitate)、DNAR（Do Not Attempt Resuscitation）、DNACPR（Do Not Attempt CPR）との略称がある。（原則として行われる）蘇生措置をあえて行わないため、患者と家族の明確な意思表示が要件となる。
原則的に患者およびその家族のQOL（人生の質、生活の質）を改善するためのアプローチ（緩和ケア）である。回復が不能な状態で一時的に命をとりとめても終末期にある患者には蘇生措置自体が負担になる、処置を行う間に家族が患者を看取る最後の大切な時間を失う、などの理由から、患者の負担と看取りにおける家族の悲嘆の緩和が目的である。
具体的には、終末期医療に於いて心肺停止状態になった際、昇圧剤や心臓マッサージ、気管挿管、人工呼吸器の装着などの蘇生処置を敢えて行わない不作為が行われる。
DNRオーダーがあろうとも、CPR以外のすべてのケアは遅滞なく、そしてすべての患者に適切に実施されるべきである。非経口液の投与、栄養、酸素、鎮痛、鎮静、抗不整脈薬、昇圧薬などの介入は、DNRオーダーで具体的に指示されない限り、自動的に除外されることはない。

## オーダーの作成
患者・家族に対して緩和医療に移行した段階で、予後（死期）の理解を十分に得ていることを条件に、医療者（医師も含めて）よりDNRの方法や意義の十分な説明が患者自身や家族に行われる。蘇生措置拒否対応の場合は、医療者と患者と家族（患者が独居の場合は意思決定代理人）の間で意思の確認を十分に行い、取り決めた内容を経緯を含めて文書（カルテ及び説明を証明する複写式の文書など）に明確に記載する。
DNRオーダーにおいては、どの介入範囲を控えるかを明確に記載すべきである。口頭によるDNRは受け付けるべきではない。
さらに、患者が意思を表明できなくなった後は、家族同士の意見の食い違いなどにも医療者は注意する（場合によってはDNR対応を取りやめ蘇生措置をとる）。